# Inga acicularis
Inga acicularis är en ärtväxtart som beskrevs av Terence Dale Pennington. Inga acicularis ingår i släktet Inga och familjen ärtväxter. Inga underarter finns listade i Catalogue of Life.